# Тоннель (клуб)

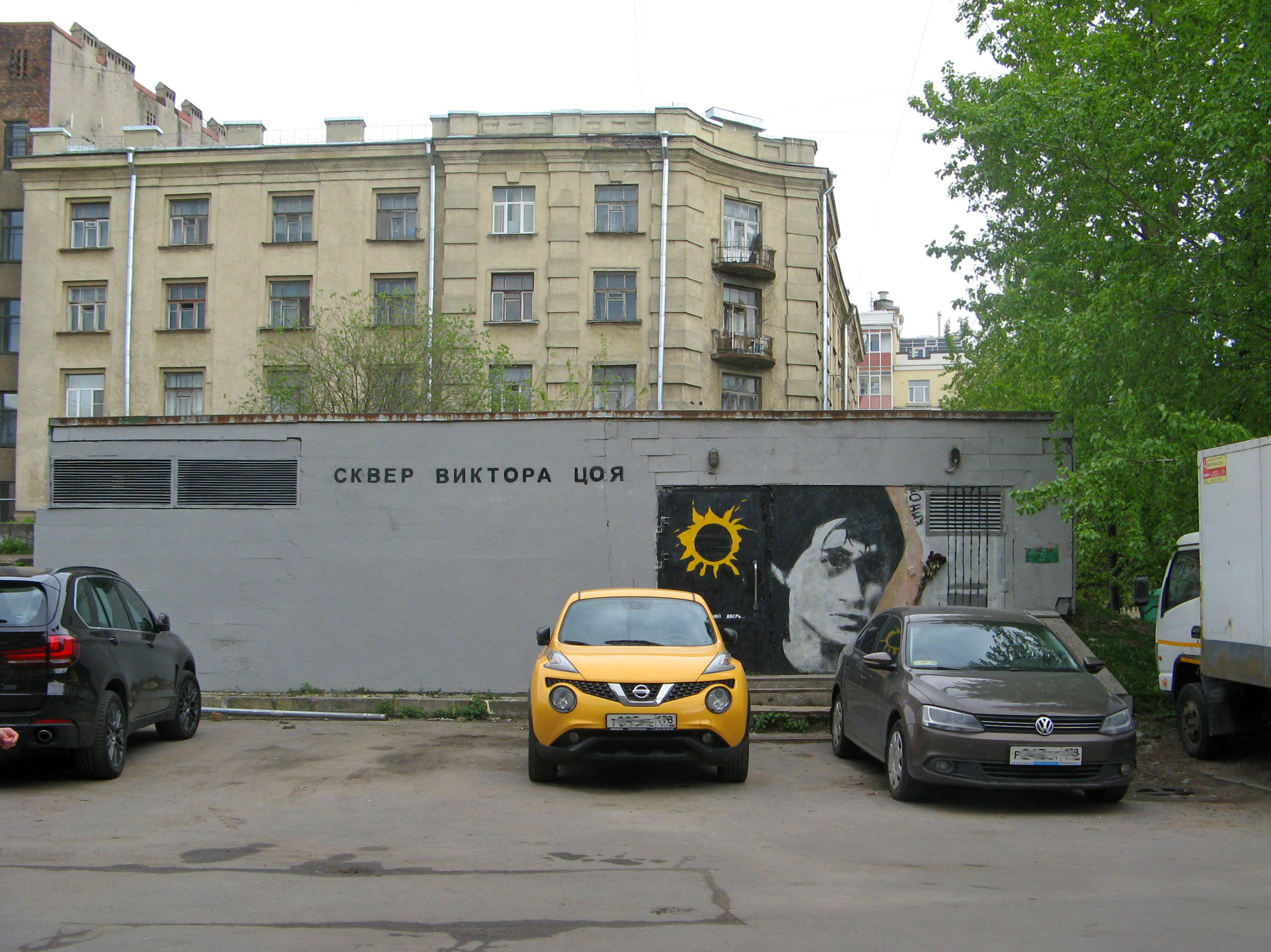
Вход в бомбоубежище, где располагался «Тоннель»

Тоннель — бывший техно-клуб, в Санкт-Петербурге, открытый 7 мая 1993 года в бомбоубежище в сквере Виктора Цоя, на углу Любанского переулка и Зверинской улицы и просуществовавший там 5 лет, до 1999 года. В 1990-е годы он стал одним из самых известных клубов в Петербурге, центром электронной культуры в городе и плацдармом по распространению рейв-культуры в России. 

## Первый клуб
Создатели Туннеля устраивали закрытые вечеринки ещё с весны 1990 года  в расселённом доме на Фонтанке 145, стремясь организовывать вечеринки в стиле западных клубов. На открытие самого Тоннеля приехали ди-джеи из Парижа. Посетителями клуба также были завсегдатаи вечеринок на Фонтанке. В начале 1990-х годов «Тоннель» был одним из немногих клубов, обустроенных по западному образцу, он стал законодателем модных тенденций клубной культуры Петербурга. Помещения Тоннеля привлекали своим особым «постапокалиптическим» дизайном. Посетители надевали марлевые повязки. В «Тоннель» выстраивались очереди, перед открытием квартал оцепляли сотрудники ОМОН. Клуб посещали не только для того, чтобы танцевать и развлекаться, здесь поклонники электронной музыки находили единомышленников и общались. В Тоннеле свой карьерный рост начали многие в будущем известные ди-джеи России, здесь также устраивались художественные выставки и семинары. Тоннель во многом повлиял на идею престижности профессии ди-джея в Петербурге. Так как многие посетители «Тоннеля» употребляли наркотики, клуб был закрыт властями. 

## Второй клуб
Клуб под названием «Тоннель» снова открыли в 2002 году, само помещение реконструировали и в нём установили вентиляционную систему. Однако поменялась и демография посетителей, здесь сформировалось движение брейкеров. Заведение работало круглосуточно и обрастало легендами, например, что в нём существовал автомат с газированными напитками, где с каждым напитком можно было получить по таблетке. Клуб привлекал своим современным техническим оснащением с лучшими на тот момент звуковыми системами, лазерами и световыми приборами, в 1000 квадратных метрах бомбоубежища располагались 3 бара, 3 чиллаута, 4 танцпола, музей электрической музыки и имиджевый магазин. В 2009 году клуб переименовали в «Underground». Усиленную борьбу с «Тоннелем» начала губернатор Петербурга Валентина Матвиенко, устраивая в клубе постоянные облавы и закрытия помещения. «Тоннель» устроил ребрендинг, чтобы представиться клубом для юношества, тем не менее в 2011 году клуб был окончательно закрыт. Правоохранительные органы заварили дверь и отключили коммуникации. Внутреннее убранство, в том числе дорогая аппаратура остались внутри нетронутыми. Владельцы не могли проникнуть в «Тоннель», так как это расценивалась бы, как порча госимущества. После того, как помещение опечатали в 2016 году, выяснилось, что оно частично оказалось затопленным. В 2021 году бомбоубежище было отдано под реконструкцию в спортивную школу олимпийского резерва по плаванию.